# Edzai Kasinauyo
Edzai Kasinauyo (ur. 28 marca 1975 w Seke, zm. 16 czerwca 2017) – zimbabwejski piłkarz grający na pozycji pomocnika.

## Kariera klubowa
Karierę piłkarską Kasinauyo rozpoczął w klubie CAPS United Harare. W 1994 roku zadebiutował w jego barwach w zimbabwejskiej Premier League. W klubie tym występował do 1998 roku. W barwach CAPS United dwukrotnie zdobył Puchar Zimbabwe w latach 1997 i 1998 oraz dwukrotnie Puchar Niepodległości Zimbabwe w latach 1996 i 1997.
W 1998 roku Kasinauyo przeszedł do południowoafrykańskiego Cape Town Spurs. W 1999 roku klub połączył się z innymi z Kapsztadu i zmienił nazwę na Ajax Kapsztad. W 2000 roku zdobył Rothmans Cup. W 2001 roku odszedł do Hellenic FC, także z Kapsztadu. W 2002 roku wrócił do Ajaksu, a na początku 2003 roku został zawodnikiem Moroki Swallows, z którą w 2004 roku zdobył z nią ABSA Cup. W sezonie 2006/2007 występował w FC AK Roodeport, a w 2008 roku zakończył karierę jako zawodnik Moroki.

## Kariera reprezentacyjna
W reprezentacji Zimbabwe Kasinauyo zadebiutował w 2001 roku. W 2006 roku był podstawowym zawodnikiem Zimbabwe w Pucharze Narodów Afryki 2006 i zagrał tam w 3 meczach: z Senegalem (0:2), z Nigerią (0:2) i z Ghaną (2:1). Od 2001 do 2006 roku rozegrał 14 meczów i strzelił 3 gole.